# Janusz Sybis
Janusz Sybis (Częstochowa, 10 oktober 1952) is een voormalig betaald voetballer uit Polen, die zijn loopbaan beëindigde in 1983 bij de club die hij zijn gehele carrière diende, Śląsk Wrocław. Hij speelde als aanvaller.

## Interlandcarrière
Sybis speelde achttien interlands voor de Poolse nationale ploeg, waarin hij twee keer scoorde. Hij maakte zijn debuut op 31 oktober 1976 in Warschau tegen Cyprus (5-0), net als Włodzimierz Mazur. Hij speelde zijn laatste interland op 9 juli 1980 in Bogota tegen Colombia (1-4).
| Interlanddoelpunten | Interlanddoelpunten | Interlanddoelpunten | Interlanddoelpunten | Interlanddoelpunten | Interlanddoelpunten | Interlanddoelpunten | Interlanddoelpunten |
| #                   | Datum               | Locatie             | Wedstrijd           | Goal(s)             | Score               | Uitslag             | Wedstrijd           |
| ------------------- | ------------------- | ------------------- | ------------------- | ------------------- | ------------------- | ------------------- | ------------------- |
| 1                   | 19/04/1980          | Turijn              | Italië – Polen      | 9'                  | 1 – 1               | 2 – 2               | Oefenduel           |
| 2                   | 26/04/1980          | Borovo              | Joegoslavië – Polen | 28'                 | 0 – 1               | 2 – 1               | Oefenduel           |

## Erelijst
Śląsk Wrocław
- Pools landskampioen

1977
- Pools bekerwinnaar

1978